# Resident Evil: Afterlife
Resident Evil: Afterlife je americký akční sci-fi thriller Paula W. S. Andersona z roku 2010. V hlavních rolích vystupují Milla Jovovich, Wentworth Miller a Ali Larter. Film je čtvrtý ze série filmů natočených podle počítačové hry Resident Evil.

## Děj
Na začátku filmu se rozpoutá T-virová epidemie v Japonsku, o 4 roky později se sem vydává i Alice, jenže tentokrát se svými schopnostmi a klony ze 3. dílu. V celé podzemní laboratoři je muž, kterého hledá, aby ho zabila, jako pomstu společnosti Umbrella Corporation. Ten však uniká, ale při letu se tam náhle zjeví Alice a má šanci ho zabít, jenže on Alici obere o T-buňky a těsně po tom letoun havaruje. Na Aljašce, kde má být Arcadia (město z deníku z 3. dílu) Alice najde jen prázdné louky s letadly a vrtulníkem, který sem měl dovést skupinu přeživších z doby před 18 měsíci. Najde tam i Claire z 3. dílu, jenže ta si na nic nevzpomíná, tak ji vezme do letadla a letí směrem podél pobřeží až do Los Angeles, kde najde nápravné zařízení Citadela, kde je skupina živých lidí, kteří se tak brání obrovské přesile nemrtvých, kteří jsou všude okolo Citadely. Po těsném přistání zjistí, že Arcadia je loď, se skupinou se rozhodnou na ni vydat kvůli průniku nemrtvých dovnitř budovy. Ještě než vyrazí, jdou pro zbraně a zásoby, avšak zjistí, že MPV (Městské Pacifikační Vozidlo) nemá funkční motor. Po dostatečné přípravě se však dovnitř nemrtví dostanou hlavní branou a tak museli pryč jinou cestou. Při odletu jednoho z nich se za nimi najednou objeví nemrtví, tak musí spěchat, aby byli co nejdříve na lodi. Ve sprchách, kudy se dovnitř poprvé nemrtví dostali je ještě díra od tunelu, která vede ke kanalizaci. Tam však na Alice a Claire čeká hrozné zjištění, obrovský netvor zabije dalšího z nich, tak proti němu bojují, po zabití jdou taky do tunelu. Než se však dostanou na nějakou malou loď, kterou by se dostali na Arcadii přijdou v tunelech o Luthera. Na loď se tedy nakonec dostanou jen tři. V lodních záznamech najdou informace, že byly spuštěny záchranné čluny, ale že ještě více než 2000 lidí zůstalo na lodi. Rozhodnou se je tedy hledat, jdou do podpalubí, kde zjistí, že Arcadia byla jen podvod od Umbrella Corporation, najdou tam totiž velké dveře s logem Umbrella Corporation. Po vstupu do dveří najdou všechny lidi, kteří měli být na palubě uvězněné v bójích, které jsou po celé velké místnosti zabudovány do podlahy. Najdou tam i K-Mart, dále najde Alice velký hangár plný letounů pro možný únik. V poslední místnosti najde i onoho uprchlého šéfa Umbrella Corporation, který přežil jen díky T-viru. Po chvíli ho však s K-Mart, Claire a Crissem zabijí a toho, co je zradil a uletěl jim letadlem tam zavřou. Díky němu se dostane pryč ten mrtvý šéf, který díky němu přežil. V letounu je však sebedestrukční přístroj lodi, kterého si monstrum všimne až po zapnutí odpočtu. Alice, Criss a Claire pustí všechny lidi z buněk na palubu lodi a dají rádiem zprávu, že nabízí přístřeší jídlo a bezpečí.

## Hlavní postavy filmu
| Milla Jovovich        | Alice           |
| Boris Kodjoe          | Luther West     |
| Ali Larter            | Claire Redfield |
| Wentworth Miller      | Chris Redfield  |
| Siena Guillory        | Jill Valentine  |
| Spencer Locke         | K-Mart          |
| Shawn Roberts         | Wesker          |
| Norman Yeung          | Kim Young       |
| Kim Coates            | Bennet          |
| Sergio Peris-Mencheta | Angel Ortis     |